# カラムシ
カラムシ（苧、枲、学名：Boehmeria nivea var. nipononivea）は、バラ目イラクサ科の多年生植物。南アジアから日本を含む東アジア地域まで広く分布し、古くから植物繊維をとるために栽培されたため、文献上の別名が多く、紵（お）、苧麻（ちょま）、青苧（あおそ）、山紵（やまお）、真麻（まお）、苧麻（まお）などがある。
また、カツホウ、シラノ、シロソ、ソロハ、シロホ、ヒウジ、コロモグサ、カラソともいう。古代日本においては「ヲ」という表記もある。

## 特徴
茎はまっすぐに立つか、やや斜めに伸びて高さ1-1.5mに達する。葉の大きさは最大15cmほどで、縁に細かい鋸歯（ギザギザ）があり、つやがない。若葉は細かいしわがあり縮んだ状態である。葉の裏側は細かい綿毛が密生していて白く、ふとしたことで葉が裏返ると白く目立つ。葉は茎に互生し、根元に近い葉ほど大きく、葉柄も長くなる。
花は8月-10月にかけて咲き、葉柄の根もとに小さな花が房状につく。雄花と雌花があるが雌雄同株で、雌花が株の上のほうにつく。風によって花粉を運ぶ風媒花で、鮮やかな花びらもなくあまり目立たないが、カラムシが多い地域では花粉症の原因ともなる。
林の周辺や道端、石垣などのやや湿った地面を好む。地下茎を伸ばしながら繁茂するので群落を作ることが多い。刈り取りにも強く、地下茎を取り除かなければすぐに生えてくる。地上部の高さは1mほどだが、半日陰で刈り取りがない環境では秋までに高さ2mに達し、株の根元付近が木化（木質化）する。地上部は寒さに弱く、霜が降りると葉を黒褐色にしおれさせ枯れてしまうが、地下茎は生き残って翌春には再び群落を形成する。細い茎は葉と共に枯れてしまうが、太い茎は冬を乗り越え、春に新芽を吹く。

### 変異
日本本土ではカラムシが普通だが、変異が多い。和名をカラムシとするものを独立種とする扱いもあり、その場合の学名は B. nipononivea Koidz. である。しかし、日本本土産のものは真の自生ではなく、栽培逸出の可能性も示唆されており、現在では熱帯アジアを原産とするナンバンカラムシの変種とする扱いが普通である。葉の裏面が緑色のものがあり、これをアオカラムシ Forma concolor (Makino) Kitam. という。沖縄では葉の裏面が白いが棉毛がないものが多く、これにノカラムシ B. nivea var. viridula (Yamamoto) Hatsusima の名が与えられているが、現在はこれを認めているところを見ない。
原名亜種のナンバンカラムシ B. nivea var. nivea は葉や葉柄に粗い毛があり、また茎はより木質化して高く伸びる。熱帯アジア原産で沖縄には普通に見られるが、これも持ち込まれた可能性が示唆される。
同様に繊維をとるために栽培される、さらに大きいラミー（Ramie、学名：B. nivea var. candicans）もこの種に含まれる。
なお、北村・村田(1961)はカラムシをマオとともにナンバンカラムシの別名としており、カラムシの和名にはクサマオを当てている。

## 利用

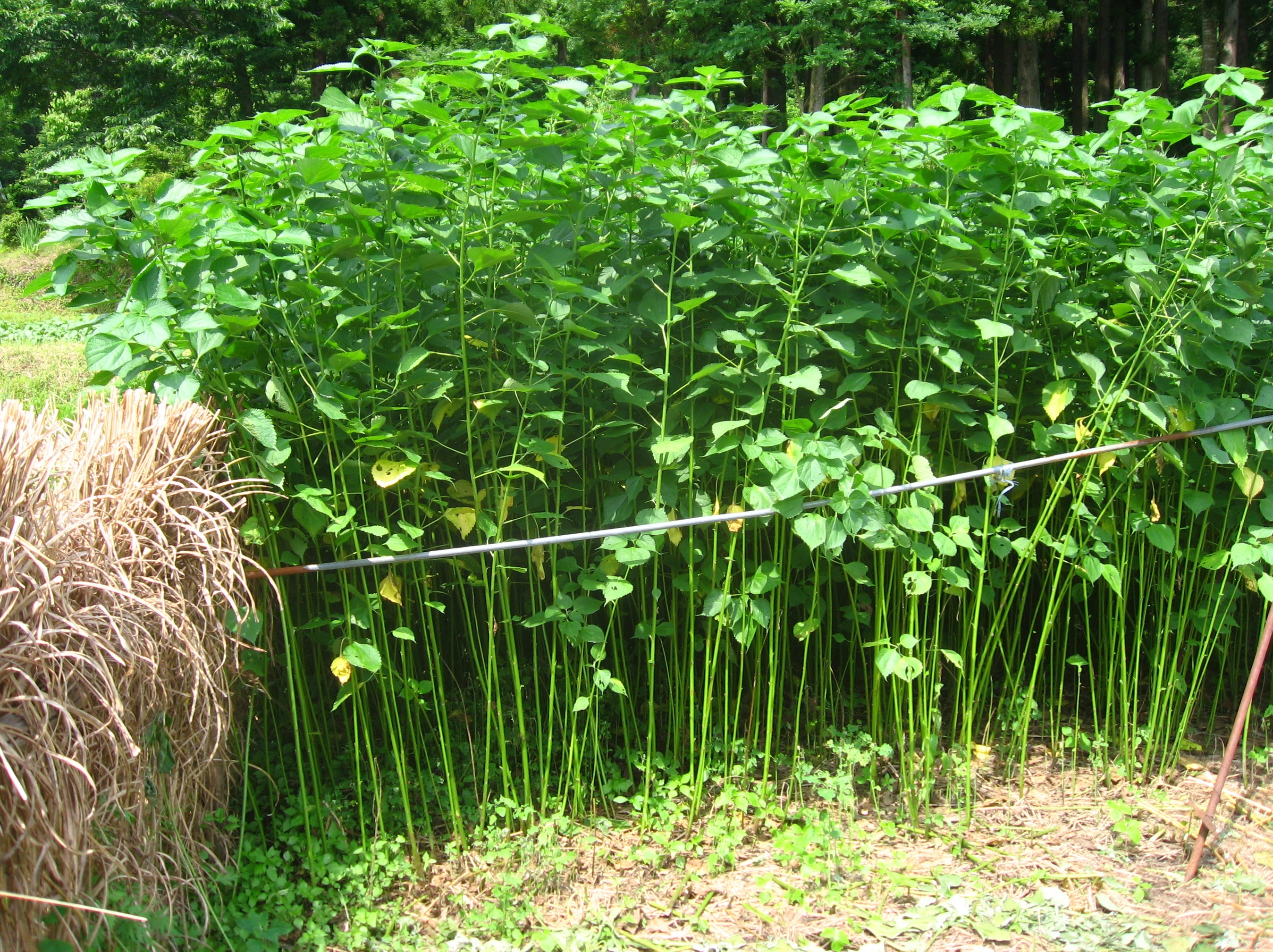
カラムシ畑　福島県昭和村

今でこそしつこい雑草として嫌われる場合もあるが、茎の皮から採れる靭皮繊維は麻などと同じく非常に丈夫である。績んで取り出した繊維を、紡いで糸とするほかに、糾綯って紐や縄にし、また荒く組んで網や漁網に用い、経と緯を機って布にすれば衣類や紙としても幅広く利用できる。分布域では自生種のほかに、6000年前からヒトの手により栽培されてきた。
栽培種のラミーは、中国をはじめ、ブラジル、フィリピン、インドネシア等で栽培されている。中国では年3-4回、フィリピンでは5-6回の収穫が可能である。

## 日本における利用

### 歴史
日本において現在自生しているカラムシは、有史以前から繊維用に栽培されてきたものが野生化した史前帰化植物であった可能性が指摘されている。古代日本では朝廷や豪族が部民（専門の職業集団）として糸を作るための麻績部（おみべ）、布を織るための機織部（はとりべ、はとり、服部）を置いていたことが見え、『日本書紀』持統天皇7年（693年）条によれば、天皇が詔を発して役人が民に栽培を奨励すべき草木の一つとして「紵（カラムシ）」が挙げられている。
中世の越後国は日本一のカラムシの産地だったため、越後上杉氏は衣類の原料として青苧座を通じて京都などに積極的に売り出し、莫大な利益を上げた。新潟県の魚沼地方で江戸時代から織られていた伝統的な織物、越後縮はこれで織られていた。また上杉氏の転封先であった出羽国米沢藩では藩の収入源のひとつであった。このため、カラムシの専売化をめぐり、宝暦10年（1760年）の『青苧騒動』や文化4年（1807年）の『青苧一件』が起こる。なお、置賜地方産のカラムシを「米沢苧」という。この他、江戸時代の北日本での有名な産地に陸奥国会津や出羽国最上地方があった。
一方、南方では薩摩藩がカラムシの生産や上布の製織を奨励したため、薩摩藩（鹿児島県）や琉球王国（沖縄県）では古くから栽培や加工が発達した。

### 現状
本州では、福島県会津地方の昭和村が唯一の産地であり、国の重要無形文化財に指定されている「小千谷縮・越後上布」の原料とされている。
沖縄県宮古島市の宮古島では、苧麻の栽培から、手績み等を経て、宮古上布の織布までの行程が一貫して行われている。
また、こどもの文化として、葉を服にくっつける遊びや、片手に葉を乗せて強く叩き、破裂音とともに葉を破く遊びがある。

## 集まる昆虫

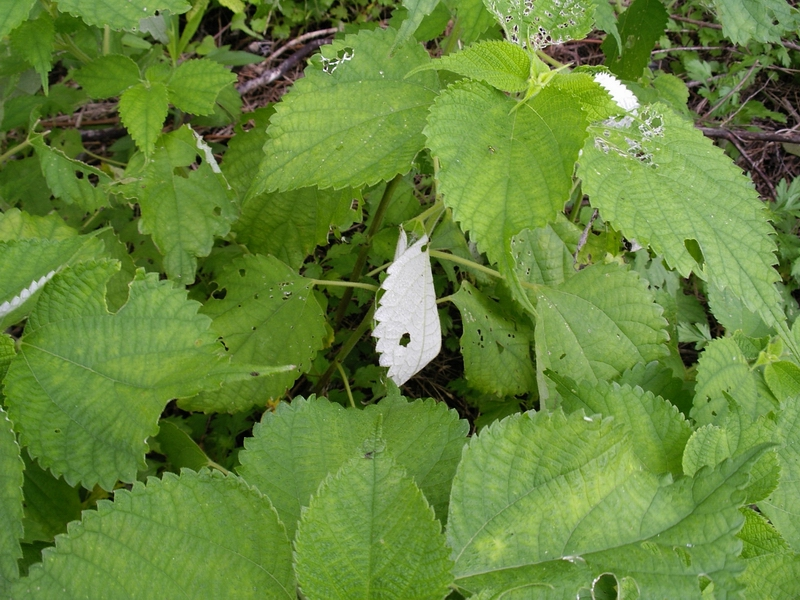
アカタテハの幼虫の巣（画像中央）。カラムシ群落の中で綴じられた葉が白く目立つ

カラムシを食草とし、集まる昆虫類には以下のようなものがいる。これらはカラムシが繁茂する夏から秋にかけてよく見られる。
アカタテハ Vanessa indica
タテハチョウ科のチョウの一種。幼虫は全身が黒く、とげがあるケムシである。幼虫はカラムシの葉の付け根をかじり、葉の左右を糸で綴じて二つ折りにした巣を作り、その中にひそむ。
フクラスズメ Arcte coerulea
ヤガ科のガの一種。幼虫は細長いケムシで、7cmほどにもなる。頭が橙色か黒色、体側に黒い線、背中に白黒の横しま模様がある。幼虫は危険を感じると頭部を反らせ、緑の液体を吐き出しながら頭部を激しく横に振る。毒を持たないが皮膚によっては毛によってかゆみなどのアレルギー反応を起こす場合がある。たまに大発生し、カラムシ群落の葉を食い尽くした上で地上を徘徊することがあり、嫌われる。
ラミーカミキリ Paraglenea fortunei
カミキリムシの一種。幼虫は茎の中で成長し、大きくなると地下茎にまで食い込む。成虫は5月-8月に発生し、カラムシ群落の周囲で活動し、葉脈を葉の裏から齧って食べる。8mm-17mmほどの小型のカミキリムシだが、青白色と黒に色分けされた鮮やかな体色でよく目立つ。日本には明治以降に栽培種のラミーとともに入ってきた外来種と考えられており、日本での分布は西日本が中心だったが、近年は関東地方にも定着、ごく一般的に見られる種となっている。

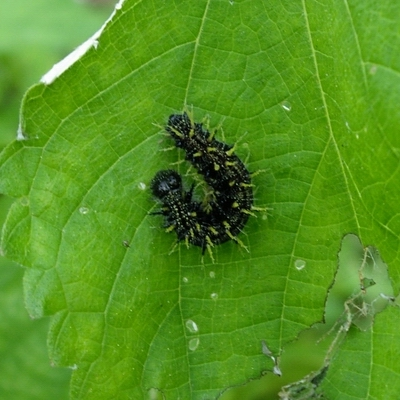
アカタテハの幼虫。綴じた葉の中に隠れている
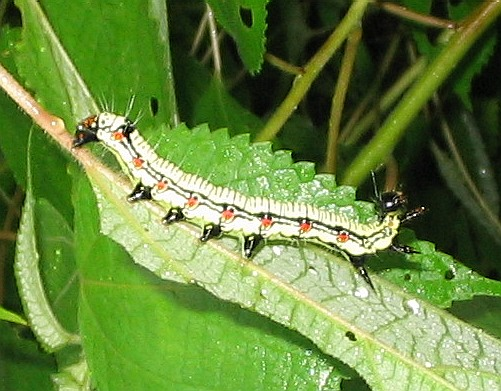
フクラスズメの幼虫
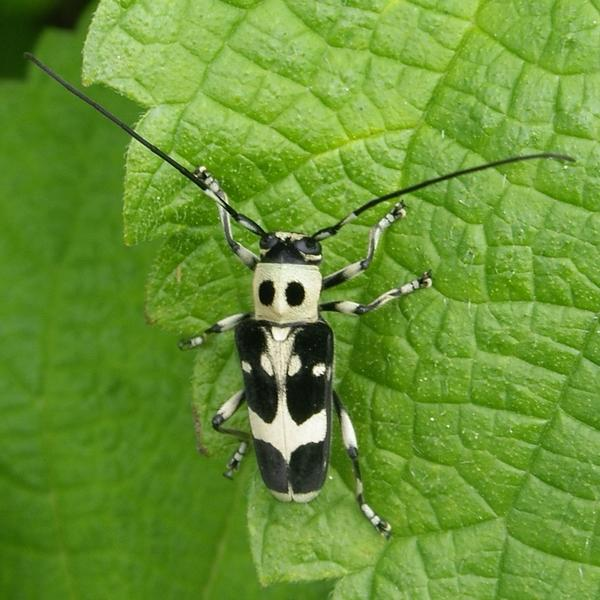
ラミーカミキリの成虫